# Хмельно (Поморське воєводство)
Хмельно (пол. Chmielno) — село в Польщі, у гміні Хмельно Картузького повіту Поморського воєводства.
Населення — 1689 осіб (2011).
У 1975-1998 роках село належало до Гданського воєводства.

## Демографія
Демографічна структура станом на 31 березня 2011 року:
|          | Загалом | Допрацездатний вік | Працездатний вік | Постпрацездатний вік |
| -------- | ------- | ------------------ | ---------------- | -------------------- |
| Чоловіки | 839     | 200                | 570              | 69                   |
| Жінки    | 850     | 209                | 507              | 134                  |
| Разом    | 1689    | 409                | 1077             | 203                  |